# Maestría en Leyes
Una Maestría en Leyes (en inglés: Master of Laws, en latín: Magister Legum o Legum Magister; abreviado ML o LLM) es un título de maestría otorgado por universidades en muchos países. Es un título universitario de posgrado, realizado por aquellos que han obtenido un título de grado en Derecho o un título de grado en alguna disciplina relacionada. En la mayoría de las jurisdicciones, el LLM es el título profesional avanzado para aquellos que ya han sido admitidos en la práctica legal.
El título de maestría en leyes se contrasta con el de Maestría en Ciencias (Master of Science o MSc) o con el de Maestría en Letras (Master of Arts o MA).

## Definición
Para convertirse en abogado y ejercer la abogacía en la mayoría de los estados y países, una persona debe obtener primero un título de grado en Derecho. En la mayoría de los países de derecho consuetudinario, se requiere una Licenciatura en Derecho (LL.B.). En los Estados Unidos, el Juris Doctor (JD) es generalmente un requisito para ejercer la abogacía. Algunas jurisdicciones, como Canadá y Australia, requieren una LLB o un Juris Doctor. Las personas con títulos en derecho normalmente deben aprobar un conjunto adicional de exámenes para calificar como abogados.
El programa de maestría en leyes es un programa de posgrado, generalmente para personas que poseen un título de grado en Derecho o se han calificado como abogados. La palabra legum es la forma plural genitiva de la palabra latina lex y significa "de las leyes". Cuando se usa en plural, significa un cuerpo específico de leyes, a diferencia del concepto colectivo general incorporado en la palabra jus , de la cual se derivan las palabras "juris" y "justicia".
Un LL.M. también suele ser un requisito para ingresar a los programas de doctorado de investigación en derecho, como el Doctorado en Ciencias Jurídicas (SJD o JSD), el Doctorado (Ph.D. o DPhil) o doctorat en droit (en Francia), Doktor der Rechtswissenschaften (Dr. iur.) (en Alemania), el Doctorado en Derecho Civil (DCL) y el Doctorado en Derecho (LL.D.).
Históricamente, el título de Maestría en Leyes (LL.M.) es un elemento propio del sistema educativo de los países de habla inglesa, que se basa en una distinción entre títulos de grado y de máster . Sin embargo, en los últimos años se han introducido programas de Máster especializados en Derecho en muchos países europeos.

## Tipos de títulos de Maestría en Leyes (LLM)
Existe una amplia gama de programas de maestría en leyes disponibles en todo el mundo, lo que permite a los estudiantes centrarse en casi cualquier área del derecho. La mayoría de las universidades ofrecen solo una pequeña cantidad de programas de maestría en leyes. Uno de los títulos de maestría en leyes más populares en los Estados Unidos es el de derecho tributario , a veces denominado MLT (Master of Laws in Taxation).
En Europa, los programas LL.M. en derecho europeo son populares, a menudo denominados LL.M. Eur ( Máster en Derecho Europeo ).
En los Países Bajos y sus antiguas colonias, el título utilizado era Meester in de Rechten (Sr.). Este título todavía se utiliza ampliamente en los Países Bajos y Flandes (Bélgica), especialmente por aquellos que estudiaron derecho holandés o belga respectivamente.
Algunos programas de maestría en leyes, particularmente en Estados Unidos y también en China, se centran en enseñar a los abogados extranjeros los principios jurídicos básicos del país anfitrión.
La duración de un programa de maestría en leyes depende de la modalidad de estudio. La mayoría de los cursos presenciales a tiempo completo duran un año académico. Otros estudiantes pueden completar su programa de maestría en leyes a tiempo parcial durante dos años, y cada vez hay más cursos disponibles en línea. Los cursos en línea a tiempo parcial pueden tardar entre dos y cinco años en completarse.

## Requisitos
Los programas de maestría en leyes suelen estar abiertos únicamente a aquellos estudiantes que hayan obtenido previamente un título de grado en Derecho, normalmente un LL.B. o un JD. Algunos programas son excepciones a esto, ya que solo requieren un título universitario o una amplia experiencia en un campo relacionado. Los programas de maestría en leyes a tiempo completo suelen durar un año y varían en sus requisitos de graduación. La mayoría de los programas requieren o permiten que los estudiantes escriban una tesis . Algunos programas están orientados a la investigación con poco tiempo en el aula, mientras que otros requieren que los estudiantes tomen una cantidad determinada de clases.
Los títulos de LL.M. suelen ser obtenidos por estudiantes que desean desarrollar una experiencia más concentrada en un área particular del derecho. Obtener un título de LL.M. también puede permitir a los estudiantes de derecho construir una red profesional. Algunas asociaciones proporcionan a los poseedores de un título de LL.M. estructuras diseñadas para fortalecer sus conexiones con pares y acceder a un entorno empresarial competitivo, de manera muy similar a un título de MBA.